# کیدن کراس
کیدن کراس (به انگلیسی: Kayden Kross)، بازیگر و تهیه‌کننده پورنوگرافی است که در ۱۵ سپتامبر ۱۹۸۵ در شهر ساکرامنتو، کالیفرنیا متولد و بزرگ شد. علاوه بر این، او تحت عنوان جنا نیکول به فعالیت مدلی نیز می‌پردازد.

## زندگی حرفه‌ای

### کودکی و نوجوانی
کراس رقص برهنه را در سن ۱۸ سالگی در «شو گرل ریک» در رانچو کوردووا، کالیفرنیا به منظور دریافت پول بیشتر برای خرید یک اسبچه (اسب کوتوله) آغاز کرد. او بعدها با یک بازیگر آشنا شد و مدلینگ را در مجله‌های بزرگسالان آغاز کرد.

### ورود به صنعت پورنوگرافی

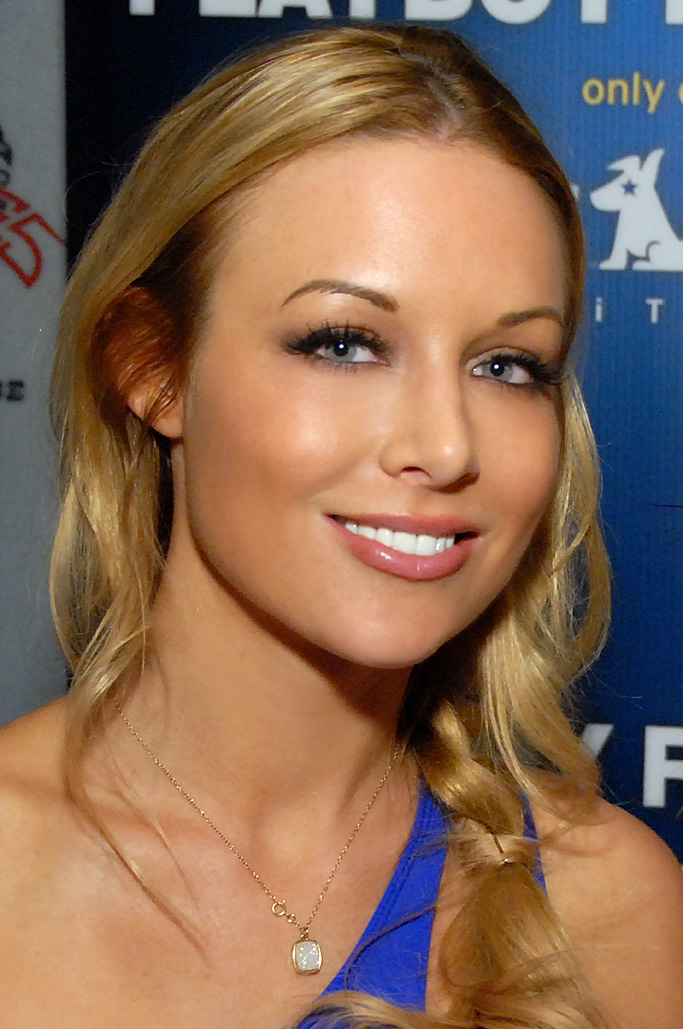
کراس در ۲۰۱۳

کراس در نوامبر ۲۰۰۶ در حالی که در دانشگاه ایالتی کالیفرنیا، سکرمنتو دانشجوی سال آخر دوره کارشناسی بود یک قرار داد انحصاری بازیگری با ویوید ویدیو امضا کرد. فیلم‌های او با ویوید انترتینمنت شامل «نخستین بار کیدن»، «زمان دشوار» و «هم‌اکنون اینجا باش» است اما او نتوانست قراردادش را تمدید کند و یک سال بعد بازیگر آزاد شد. پس از یک ماه او قراردادی انحصاری با شرکت شرکت آدم و حوا امضا کرد. کراس در چندین قسمت از مجموعه نمایشی واقع نمای بلوک در شبکه جی ۴ بازی کرده‌است که در آن دختران برای عکسبرداری از خود به یک هتل می‌روند. او همچنین در مجموعه نمایشی جواهرات خانوادگی جن سیمونز بازی کرده‌است. کراس در سپتامبر ۲۰۰۸ عنوان سوگلی ماه مجله پنت هاوس را کسب کرد.

## جایزه‌ها
- ۲۰ بازیگر اول پورنوگرافی در آدلتکان (۲۰۰۷)
- بهترین بازیگر زن جوان پورنوی آمریکایی – هات د اور (۲۰۰۹)
- بهترین بازیگر زن (پورنوگرافی) بین‌المللی – ونوس (۲۰۱۰)
- بهترین بازیگر زن (پورنوگرافی) ایالات متحدهٔ آمریکا – اروتیکسسسسس (۲۰۱۰)
- انتخاب هواداران: بهترین بازیگر پورنوی زن – نایت مووز (۲۰۱۰)
- بهترین صحنه آمیزش جنسی تمام دخترانه (هم جنسگرایی زنانه) – گرمای بدن – جایزه‌های ای وی ان (۲۰۱۱)
- بهترین صحنه آمیزش جنسی وحشیانه - گرمای بدن - جایزه‌های ای وی ان (۲۰۱۱) (انتخاب هواداران) برای فیلم Body Heat
- بهترین ایفای نقش سال، بخش زنان – گرمای بدن – جایزه‌های ایکسبیز (۲۰۱۱) برای فیلم Body Heat
- داغ‌ترین صحنهٔ آمیزش جنسی (جایزه هواداران) (۲۰۱۲) برای فیلم Babysitters 2
- بهترین صحنه تمام دختر(۲۰۱۳) برای فیلم Mothers & Daughters
- بهترین صحنه فیلم بلند (۲۰۱۴) برای فیلم Code of Honor
- کارگردان سال فیلم کوتاه منتشر شده برای فیلم Misha Cross Wide Open همراه مانوئل فررا جایزهٔ ایکسبیز (۲۰۱۵)
- بهترین صحنه تمام دختر برای فیلم Misha Cross Wide Open همراه میشا کراس جایزهٔ ایکسبیز (۲۰۱۵)